# Johann Ludwig von Kerckerinck zu Stapel
Johann Ludwig von Kerckerinck zu Stapel (* 5. Oktober 1671 in Havixbeck; † 21. April 1750 ebenda) war Vertreter der Ritterschaft im Landtag des Hochstifts Münster und spielte im münsterschen Erbmännerstreit eine bedeutende Rolle.

## Leben

### Herkunft und Familie
Johann Ludwig von Kerckerinck zu Stapel wuchs als Sohn des Matthias von Kerckerinck zu Stapel und seiner Frau Hedwig Christine von Graes zu Loburg (1643–1704) in einer der ältesten westfälischen Erbmännerfamilien auf. Am 3. Februar 1709 heiratete er in Eringerfeld Maria Sophia Wilhelmina von Hörde zu Eringerfeld († 1746, Tochter des Friedrich Hermann von Hörde zu Eringerfeld († 1708, Amtsdroste und kurkölnischer Kämmerer) und Felicitas Elisabeth von der Horst zu Bell und Milsen). Aus der Ehe gingen die Kinder Franz Hermann Ludwig (* 1713, Domherr in Hildesheim), Johann Ludwig (* 1716) und Adolfine Ursula Christine (1718–1770, ⚭ Johann Dietrich Adolf von der Recke zu Heessen) hervor. Johanns Urenkelin Maria Theresia (* 1786; † 1870) heiratete im Jahr 1801 Ernst Konstantin von Droste zu Hülshoff (* 1769; † 1841, Onkel von Annette von Droste-Hülshoff). Die Eheleute nannten sich nun von Droste-Kerckerinck zu Stapel und hatten 22 Kinder.

### Werdegang und Wirken
Nach einem Studium an der Universität Siena wurde Johann Ludwig im Oktober 1709 erbmännischer Vertreter am Kaiserhof in Wien.
Mit der Aufschwörung zur Münsterschen Ritterschaft am 7. Dezember 1717 gehörte er dem Landtag an, einem Gremium, das sich aus den drei Ständen zusammensetzte. Seine Aufgabe bestand in der Regelung des Steuerwesens und ab 1447 auch des Fehdewesens im Hochstift Münster.

### Beteiligung am Erbmännerstreit
Im Jahre 1685 begleitete Johann Ludwig seine inzwischen verwitwete Mutter zum Reichskammergericht nach Speyer, als hier zugunsten der Erbmänner entschieden wurde. Der Prozess währte zu diesem Zeitpunkt schon 88 Jahre, war aber wegen der Revision durch Domkapitel und Ritterschaft noch nicht beendet. Dank seines unermüdlichen Engagements schaffte Johann Ludwig es schließlich, dass der Streit am 10. Januar 1710 durch Kaiser Joseph I. als höchstrichterliche Instanz (zunächst) zu Gunsten der Erbmämmer entschieden wurde. Als Erinnerung an den Erfolg ließ Johann Ludwig auf Haus Stapel einen prächtigen Torturm errichten. Domkapitel und Ritterschaft erkannten die Entscheidung des Kaisers nicht an, weil sie ohne Beteiligung des Reichstages zustande kam und daher gegen die Reichsverfassung verstoße. Sie zögerten die Befolgung des Urteils bis zum 30. Oktober 1715 hinaus. An diesem Tag traf Kaiser Karl VI. die endgültige Entscheidung in diesem langwierigen Prozess. Bis zur Auflösung des Hochstifts im Jahre 1806 aufgrund des Reichsdeputationshauptschlusses schafften vier Familienmitglieder den Einzug in das Domkapitel. So zogen seine Enkel Johann Franz (* 1739) und Karl Anton (* 1751) ins Domkapitel ein. Diesen „Sieg“ erlebte Johann Ludwig allerdings nicht mehr.

### Sonstiges
Am 20. Oktober 1710 wurde Johann Ludwig in den Reichsfreiherrnstand erhoben.
Seine Frau Maria Sophia fand am 14. September 1712 Aufnahme im Sternkreuzorden.
Er war Stammherr.